# Iwanuma
Iwanuma (jap. 岩沼市 Iwanuma-shi) – miasto w Japonii, w prefekturze Miyagi na wyspie Honsiu (Honshū). 
Ma powierzchnię 60,45 km². W 2020 r. mieszkało w nim 44 068 osób, w 17 223 gospodarstwach domowych  (w 2010 r. 44 187 osób, w 15 495 gospodarstwach domowych) .

## Położenie
Miasto leży w południowej części prefektury nad Oceanem Spokojnym. Graniczy z miastem Natori.

## Historia
W 1971 roku miastu przyznano rangę administracyjną -shi (市).

## Transport

### Kolejowy
- Japońska Kolej Wschodnia
  - Główna linia Tōhoku
  - Linia Jōban

### Drogowy
- Autostrada Sendai
- Drogi krajowe nr 4, 6.

## Miasta partnerskie
- Stany Zjednoczone: Napa, Dover (Delaware)